# Bulbophyllum hahlianum
Bulbophyllum hahlianum är en orkidéart som beskrevs av Rudolf Schlechter. Bulbophyllum hahlianum ingår i släktet Bulbophyllum och familjen orkidéer. Inga underarter finns listade i Catalogue of Life.